# Bucuru, Alba
Bucuru este o localitate componentă a orașului Cugir din județul Alba, Transilvania, România.
 Acest articol despre o localitate din județul Alba este deocamdată un ciot. Puteți ajuta Wikipedia prin completarea lui.